# Тодд (округ, Міннесота)
Шаблон:StateAbbr_ 46°04′ пн. ш. 94°54′ зх. д. / 46.07° пн. ш. 94.9° зх. д.
Округ Тодд (англ. Todd County) — округ (графство) у штаті Міннесота, США. Ідентифікатор округу 27153.

## Історія
Округ утворений 1855 року.

## Демографія
За даними перепису
2000 року
загальне населення округу становило 24426 осіб, зокрема міського населення було 5272, а сільського — 19154.
Серед мешканців округу чоловіків було 12323, а жінок — 12103. В окрузі було 9342 домогосподарства, 6510 родин, які мешкали в 11900 будинках.
Середній розмір родини становив 3,14.
Віковий розподіл населення поданий у таблиці:
| Стать    | До 15 років | 15-21 | 22-29 | 30-39 | 40-49 | 50-65 | 65-85 | Понад 85 |
| -------- | ----------- | ----- | ----- | ----- | ----- | ----- | ----- | -------- |
| Чоловіки | 2643        | 1490  | 952   | 1525  | 1939  | 2027  | 1585  | 162      |
| Жінки    | 2589        | 1281  | 817   | 1490  | 1777  | 1957  | 1822  | 370      |

## Суміжні округи
- Водена — північ
- Кесс — північний схід
- Моррісон — схід
- Стернс — південь
- Дуглас — захід
- Оттер-Тейл — північний захід

## Виноски
1. ↑  US Decennial Census. United States Census Bureau. Процитовано 25 жовтня 2014.
2. ↑  Historical Census Browser. University of Virginia Library. Архів оригіналу за 11 серпня 2012. Процитовано 25 жовтня 2014.
3. ↑  Population of Counties by Decennial Census: 1900 to 1990. US Census Bureau. Процитовано 25 жовтня 2014.
4. ↑  Census 2000 PHC-T-4. Ranking Tables for Counties: 1990 and 2000 (PDF). US Census Bureau. Процитовано 25 жовтня 2014.
5. ↑  State & County QuickFacts. Бюро перепису населення США. Архів оригіналу за 2 серпня 2011. Процитовано 1 вересня 2013. [Архівовано 2011-08-02 у Wayback Machine.](англ.) Наведено за англійською вікіпедією.
6. ↑  American FactFinder. Бюро перепису населення США. Архів оригіналу за 26 лютого 2012. Процитовано 31 січня 2008. [Архівовано 2008-05-21 у Wayback Machine.]

| США | Це незавершена стаття з географії США. Ви можете допомогти проєкту, виправивши або дописавши її. |